# بانکسیا (زیرسرده)
بانکسیا (زیرسرده)، (نام علمی: Banksia subg. Banksia)، نام یک زیرسرده از سرده بانکسیا است.